# Qué!
Qué! es un periódico diario digital español. Fue fundado en el año 2005 como periódico gratuito de distribución nacional, convirtiéndose en 2012 en periódico digital. Aunque en los últimos años ha ido cayendo su audiencia paulatinamente y no llega a los 4 millones de lectores únicos anuales. Actualmente pertenece al Grupo Merca2, del que también forman parte otros medios de comunicación online como Merca2.es, Moncloa.com y Motor16.com.

## Historia
Qué! ve la luz el 19 de enero de 2005 de la mano del Grupo Recoletos con un firme propósito: hacer información general tratada de manera amena y dirigida a un público joven y urbano[cita requerida].
El éxito de su distribución, de la labor de marketing, de sus impactos comerciales y el trabajo redaccional llevó a la cabecera a conseguir más de 1,7 millones de lectores en la primera oleada de OJD[cita requerida]. Al principio se editaba en 12 ciudades -más que la competencia en esos momentos- y dos años más tarde ya eran 25. 
Llegó a tener ediciones locales en Aragón (antiguamente edición Zaragoza), Asturias, Barcelona, Bilbao, Castellón (donde recibía el nombre de 'Què! Castellón'), La Rioja, Madrid, Málaga, Sevilla y Valencia[cita requerida].
El 2 de agosto de 2007 Vocento pagó a Recoletos 132 millones de euros, según se hizo constar en la Comisión Nacional del Mercado de Valores (CNMV). Tras años de rodaje, Vocento decidió cerrar la edición impresa y dejar tan solo la edición digital que.es.
El 29 de junio de 2012 publicó su última edición impresa en todas sus provincias de emisión tras un último año de crisis publicitaria y no pudiendo mantener la entrega gratuita de este periódico.
En 2010 el Diario Qué! fue galardonado con el Premio Reina Sofía en la categoría de medios de comunicación.
En julio de 2013, la marca cambió de manos y comenzó a formar parte del Grupo Gestiona, dirigido por Alejandro Suárez Sánchez-Ocaña
Bajo el paraguas de Gestiona, Qué! volvió a salir a la calle el 5 de diciembre de 2014, en plena crisis de los medios en papel. Su publicación era de carácter semanal y todos los viernes en Madrid y Móstoles.
La versión en línea del diario llegó a contar más de 3,5 millones de usuarios únicos.
En septiembre de 2020 y tras una subasta judicial en el marco de la liquidación del concurso de acreedores del Grupo Gestiona, el Diario Qué! fue adquirido por el Grupo Merca2 para su relanzamiento. Durante 2020 además se lanzarán las versiones locales en línea de Qué! Madrid y Qué! Barcelona por parte del Grupo Merca2, y se franquiciará la marca por medio de acuerdos con socios locales en el resto de provincias españolas.

## Directores
- Alejandro Sopeña (2004-2006)
- Ana I. Pereda (2006-2009)
- Rafael Martínez Simancas (2011-2012)
- Rodrigo Muñoz (2013-2015)
- Arturo San Román Ferreiro (2018-2020)

## Estructura directiva
- Editor: Alejandro Suárez
- Director general: José Antonio Salaverri
- Director de Operaciones: Rafael López

## Secciones
La estructura del periódico online se divide en los siguientes bloques:
- Actualidad: recoge la información generalista a nivel nacional e internacional
- Cultura: noticias y reportajes relacionados con el cine, la televisión y la música
- Curiosas: recopila artículos y reportajes sobre curiosidades
- Deportes: información sobre fútbol, baloncesto, motor y distintos deportes
- Economía: recoge noticias sobre economía, vivienda, empleo o inversión
- Estilo de vida: noticias y reportajes sobre diversos asuntos, como cocina, ciencia o salud.
- Gente: noticias y reportajes de sociedad e información relacionada con eventos solidarios
- Tecnología: sección destinada a las últimas novedades en redes sociales, videojuegos y tecnología
- Tu ciudad: información local y regional de Andorra, Barcelona, Madrid, Las Palmas y Santa Cruz de Tenerife
- Comando G: apartado destinado a artículos y reportajes relacionados con la cultura popular de los 80 y los 90
- Salir: sección enfocada al ocio. Recoge artículos sobre gastronomía, hoteles, discotecas o viajes
- Vídeos: engloba todo el contenido audiovisual del medio